# Centro Mare Nostrum
El Centro Marenostrum (también conocido como Centro Terapéutico Marenostrum) es una clínica privada dedicada al tratamiento de adicciones originalmente situada en La Garriga (Barcelona) España.

## Historia
El centro fue fundado en 1994 en La Garriga (Barcelona) con el nombre Centro Terapéutico del Vallés. Posteriormente, y bajo la dirección de la expaciente Sol Bacharach, fue rebautizado como Centro Marenostrum en el año 2003, tratando desde entonces a más de 2600 pacientes con un índice de éxito superior al 80%
Actualmente se encuentra situado en Mollet del Vallés (Barcelona) España.
Su actual directora general es Sol Bacharach de Valera.

## Tratamiento de adicciones
Su especialidad está en el tratamiento de adicciones a la cocaína, alcohol, pastillas y cannabis.
A diferencia de otros centros, donde parte del tratamiento se basa en el uso de tóxicos sustitutivos, en el Centro Mare Nostrum el tratamiento descansa sobre la estrecha atención médica y la asistencia a terapias de Grupo donde, de la mano de sus terapeutas el paciente aprende a vivir sin consumir.
El tratamiento consiste en una estancia en régimen abierto (es decir, el paciente es libre de salir a pasear, recibir visitas...) durante un periodo de 2 a 3 meses en el centro, momento en el que tras recibir el alta, el paciente continúa su proceso de rehabilitación durante un periodo de 2 años en cualquiera de sus centros de seguimiento.

## Enlaces
- Centro Terapéutico Marenostrum Sitio Oficial
- Rebeldes contra la adversidad (enlace roto disponible en Internet Archive; véase el historial, la primera versión y la última). Entrevista con Sol Bacharach en el Magazine de La Vanguardia
- Sección de prensa del Sitio Oficial  Artículos de prensa del Centro Marenostrum
- El adicto tiene prisa hacia la nada (enlace roto disponible en Internet Archive; véase el historial, la primera versión y la última). Sol Bacharach en La Vanguardia
- LA ADICCIÓN ES UNA ENFERMEDAD Y NO HAY QUE TENER MIEDO A CURARSE  Archivado el 26 de agosto de 2010 en Wayback Machine. Sol Bacharach en informativos.net
- Quería ser la mujer 10  Mujer Hoy

- Datos: Q5761367